# Garvanovo
Garvanovo (bulgariska: Гарваново) är ett distrikt i Bulgarien.   Det ligger i kommunen Obsjtina Chaskovo och regionen Chaskovo, i den centrala delen av landet, 190 km öster om huvudstaden Sofia.
Trakten runt Garvanovo består till största delen av jordbruksmark. Runt Garvanovo är det ganska tätbefolkat, med 60 invånare per kvadratkilometer.